# 早野寿郎
早野 寿郎（はやの としろう、1927年2月26日 - 1983年2月20日）は、日本の演出家、俳優、声優。劇団俳小主宰、早野演劇研究所主宰。小劇場活動の先駆者。自宅は東京都港区六本木。

## 経歴
台湾生まれでその後岐阜県大垣市に移る。4歳から旧制中学4年まで沖縄で育つ。沖縄県立第二中学校（現・沖縄県立那覇高等学校）の1学年上に大城立裕がいた。
旧制浦和高等学校を経て東京大学文学部仏文科中退。1949年に俳優座養成所を2期生として卒業し、1953年に小沢昭一たちと新人会を結成。
1960年、小山田宗徳、宮崎恭子、楠侑子たちと劇団俳優小劇場の結成に参加。
千田是也や田中千禾夫の影響下に小劇場運動の基礎を築く。1967年、太宰治「カチカチ山」ならびにソポクレス「オイディプス王」の演出で芸術祭奨励賞受賞。
1971年、「新劇寄席」その他の演出で紀伊国屋演劇賞ならびにテアトロン賞受賞。同年、劇団俳優小劇場解散。1974年に「俳小」を設立。
1976年、「あの人は帰ってこなかった」（原作・岩波新書）の演出で芸術祭優秀賞受賞。
TBSの今野勉に杉良太郎と奈美悦子の育成の頼まれたこともあり、大竹しのぶ、樋口可南子、草刈正雄、藤田美保子、藤真利子、友里千賀子、山本みどりたちを短期間に俳優としてデビューさせ、「タレント促成栽培の名人」と呼ばれた。
シティボーイズ（大竹まこと、きたろう、斉木しげる）と風間杜夫は早野が所長を務めた俳優小劇場養成所で学び、当時の彼らを指導した。
1982年9月22日に腎臓を崩し人工透析の為、済生会中央病院に入院し療養生活を送る。1983年2月20日午前10時58分に慢性腎不全及び肝硬変の為、同病院で死亡。「オルゴール病みて人形の目の導き」が遺作となった。

## エピソード
仮名手本忠臣蔵の登場人物である早野勘平と姓が同じところから、愛称が「勘平」。あるパーティで演劇評論家・戸板康二、元帝劇専属の女優・村田喜久子と早野の三人で歓談した翌朝、村田から戸板宅に電話があり、「あのあと、勘平さんと、どこへ道行きなさいましたか」。 これは歌舞伎狂言・仮名手本忠臣蔵三段目の舞踊劇・おかる勘平の道行に掛けたもの。

## 後任・代役
早野の没後、後任・代役を務めた人物は以下の通り。
| 後任・代役 | キャラクター名               | 概要作品                        | 後任・代役の初担当作品 |
| ---------- | ---------------------------- | ------------------------------- | ---------------------- |
| 内海賢二   | ジェームス・ヘンダーソン長官 | 『謎の円盤UFO』                 | 『再来！謎の円盤UFO』  |
| 藤本譲     | ビトー                       | 『スパイ大作戦 薔薇の秘密指令』 | ソフト版追加収録部分   |
| 稲葉実     | 先生                         | 『スパイ大作戦 第三の町』       | ソフト版追加収録部分   |
| 大木民夫   | アントン・カリディアン       | 『宇宙大作戦 殺人鬼コドス』     | ソフト版追加収録部分   |
| 小島敏彦   | ラリー・テイト               | 『奥さまは魔女』                | ソフト版追加収録部分   |

## 出演作品
※太字はメインキャラクター

### テレビドラマ
- 蒼い描点（フジテレビ、1962年）
- 近鉄金曜劇場・善魔（TBS、1962年）
- 松本清張シリーズ・黒の組曲 第11話「生年月日」（NHK、1962年） - 平田助教授
- 悦ちゃん（朝日放送、1965年-1966年）
- われら弁護士 第18話「第六の罪」（日本テレビ、1968年）
- 大都会 闘いの日々 第15話「前科者」(日本テレビ、1976年) - 岡医師
- 孤独の賭け（東京12チャンネル、1978年-1979年） - ナレーション

### 映画
- 思春の泉（1953年） - 村の若い衆
- 壁あつき部屋（1956年） - 米俘虜収容所下士官
- 野郎!地獄へ行け（1960年） - 大沼剛三
- 恋をするより得をしろ（1961年） - 石川小松
- 日本脱出（1964年） - 赤間
- 忍者武芸帳（1967年） - 雷雲党首領
- 女殺し屋 牝犬（1969年） - 毛利謙
- 私が棄てた女（1969年）
- 弾痕（1969年） - 作家風の男
- 影の車（1970年）
- 告白的女優論（1971年）- 戸山博士
- 原子力戦争（1978年）- 高木

### 舞台
- マリアの首（1959年） - 巡査[8]
- 真田風雲録（1962年、劇団三期会・劇団新人会・劇団青年座・劇団仲間・俳優小劇場合同公演） -　大野道犬[9]

### 吹き替え

#### 俳優
エドワード・G・ロビンソン
- シャイアン（カール・シュルツ）※NHK版
- ブロンドの罠（ダグラス）
- 暴行（ペテン師）
- マッケンナの黄金（アダムズ）※テレビ朝日版

ルイ・ド・フュネス
- 大進撃（スタニスラス）
- ファントマシリーズ（ジューブ警部）
  - ファントマ 危機脱出
  - ファントマ 電光石火
  - ファントマ ミサイル作戦

- パリ大混戦（セプチーム）

#### 洋画
- アパートの鍵貸します（ドレイファス医師〈ジャック・クルーシェン〉）
- 華麗なる激情（ユリウス2世〈レックス・ハリソン〉）
- 愛情の瞬間（ピエール・リシャール〈ジャン・ギャバン〉）
- 悪人と美女（ハリー・ペペル〈ウォルター・ピジョン〉）※東京12チャンネル版
- 足ながおじさん（グリッグス〈フレッド・クラーク〉）※TBS版
- アラビアのロレンス（ドライデン顧問〈クロード・レインズ〉）※テレビ朝日版
- アンネの日記（オットー・フランク〈ジョセフ・シルドクラウト〉）※NET旧録版
- いまだ見ぬ人　(<ベルナーヌ・ブリエ>) ※NHK版
- 失われた世界（チャレンジャー教授〈クロード・レインズ〉）
- エアポート'75（ビル〈ノーマン・フェル〉）
- 大いなる幻影（マレシャル〈ジャン・ギャバン〉）
- 大いなる西部（ルーファス・ヘネシー〈バール・アイヴス〉）
- 影なき狙撃者（アイスリン上院議員〈ジェームズ・グレゴリー〉）
- 火星人地球大襲撃（クエイター教授〈アンドリュー・キア〉）※NET版
- 軽蔑（フリッツ・ラング）
- 拳銃王（マーク保安官〈ミラード・ミッチェル〉）
- 五月の七日間（ジョーダン・ライマン米国大統領〈フレドリック・マーチ〉）
- 魚が出てきた日　(<コリン・ブレークリー>) ※NHK版
- 島の女（ホーキンス〈ローレン・ネイスミス〉）
- ジャンヌ・ダーク（ピエール・コーション〈フランシス・L・サリヴァン〉）※NHK版
- 西部の人（ドック・トービン〈リー・J・コッブ〉）
- 戦艦デファイアント号の反乱（クローフォード艦長〈アレック・ギネス〉）
- 断崖（マクレイドロウ氏〈セドリック・ハードウィック〉）※フジテレビ版
- 地球の頂上の島（アンソニー・ロス卿〈ドナルド・シンデン〉）
- 超音ジェット機（ジョゼフ・トメルティ）
- テキサスの五人の仲間（バリンジャー〈ポール・フォード〉）
- ドクター・コネリー/キッドブラザー作戦（カニンガム〈バーナード・リー〉）
- 野ばら（団長〈パウル・ヘルビガー〉）※フジテレビ新録版
- ハエ男の恐怖（チャラス警部〈ハーバート・マーシャル〉）※NET版
- バス停留所（ヴァージル・ブレッシング〈アーサー・オコンネル〉）※NHK版
- パリで一緒に（アレックス・マイヤハム〈ノエル・カワード〉）※東京12チャンネル版
- ピラミッド（クフ王〈ジャック・ホーキンス〉）※NHK版
- ファニー（モーリス・シュバリエ）
- ボルサリーノ（リナルディ〈ミシェル・ブーケ〉）※フジテレビ版
- マクリントック（ドラゴ〈チル・ウィルス〉）※NET版
- 真昼の決闘（ヘンダーソン町長〈トーマス・ミッチェル〉）※フジテレビ旧録版
- マラソンマン（クリスチャン・ゼル博士〈ローレンス・オリヴィエ〉）
- ミクロの決死圏（カーター将軍〈エドモンド・オブライエン〉）※テレビ東京版
- モンパルナスの灯（モレル〈リノ・ヴァンチュラ〉）
- 許されざる者（ゼブ・ローリンズ〈チャールズ・ビックフォード〉）
- 夜の訪問者（ロス〈ジェームズ・メイソン〉）※TBS版
- ワイルドバンチ（フレディ・サイクス〈エドモンド・オブライエン〉）
- 我等の町（ギブス医師〈トーマス・ミッチェル〉）

#### 海外ドラマ
- 奥さまは魔女（ラリー・テイト〈デヴィッド・ホワイト〉）
- おとぎの国　「アリババと40人の盗賊」(カシム<トーマス・ゴメス>)、「黒い矢」(ダニエル卿<ジャック・オーバチョン>)、「王子と乞食」(ヘンリー8世<キャロル・オコーナー>)
- 看護婦物語　「死をねがう男」(グレンジャー<エドワード・フスナー>)、「救急処置」(マクレンドン<ハワード・ダ・シルバ>)、「知恵　おくれ」(クレリク医師<セオドア・ビケル>)
- ガンマン無情（ウィル・ソネット〈ウォルター・ブレナン〉）
- 記憶の鍵　(医者<ウィルフレッド・ハイド=ホワイト>)
- 刑事コロンボ 仮面の男（フィル・コリガンCIA部長〈デヴィッド・ホワイト〉）
- 警部マクロード「市警本部大攻防戦」(へファーマン<ギグ・ヤング>)、「モスクワ公園始末記」(テレシコフ<ネヘミア・パーソフ>)
- 恋のプレゼント　(ハロルド<トム・ボズレイ>)
- コロネットブルーの謎　「暗殺者たち」(ライル<エドワード・ビンズ>)
- スパイ大作戦
  - 売国奴を渡すな（ドミトリ・ソスカ）
  - 武器弾薬を渡すな（アイベン・コスタス）
  - 冷戦のダイナマイト（ヨセフ・ヴァーシュ）
  - テレビ中継車（タウンゼン）
  - 黒の壊滅命令（前・後編）（ヴィトー・ルガーナ）
  - 第三の町（医者）
  - 恐怖のリモートコントロール（科学者）
  - 処刑作戦（ルイス・パーマ）
  - 一千万ドル強奪事件（ボーマン医師）
  - 生体実験（オズワルド・ベック博士）
  - ロボット（カミロフ副首相）
  - 時限原子爆弾（ブレーナー将軍）
  - 血の粛清（レオ・ヴォルカ）
  - 銃殺（カバール）
  - 地雷原突破！（コダール警部）
- タイムトンネル　「リンカーン暗殺計画」(リンカーン<フォード・レイニー>)、「最後のパトロール」(サウスオール大佐<キャロル・オコナー>)
- 大草原の小さな家　「誇りと勇気」(ストーク老人<ジョージ・マードック>)
- 宝島　(スモーレット船長)
- ダンディ2 華麗な冒険（フルトン判事〈ローレンス・ネイスミス〉
- 電撃スパイ作戦 #6 (ドクター・グラインド<デヴィッド・バウアー>)、#10 (スクワーズ<バーナード・リー>)、#22(バーカー<エリック・ポールマン>)、#25(長官)
- ドクターウェルビー「病める人形」(ルーカス<アレクサンダー・スコービィー>)
- トワイライト・ゾーン ep.120 THE BARD「魔法入門」（ムーマー〈ジャック・ウェストン〉）
- 謎の円盤UFO（ジェームズ・ヘンダーソン長官〈グラント・テイラー〉）※第1話以外
- 農園天国　「妻は夫にしたがいつ……」　(<ジョン・ディリー>)
- バークにまかせろ（レスター・ハート〈レジス・トゥーミー〉）
- 走れ　ぼくの機関車　(ピーターの父)
- 87分署（バート〈ロン・ハーパー〉）
- プッチーニ　(ジュリーオ・リコルディ<ティノ・カラーノ>)
- プリズナーNo.6（No.2〈レオ・マッカーン〉）
- 弁護士ジャッド「奇妙な友情」(チャンピオン<デーナ・エルカー>)
- マッコイと野郎ども「マグロを逃すな」(ミッキー<ガイ・マークス>)

#### 海外人形劇
- キャプテン・スカーレット 無人戦車ユニトロン！（コープ将軍）

#### 海外アニメ
- つよいぞラフティ（レディ〈ドーズ・バトラー〉）
- 101匹わんちゃん（大佐〈J・パット・オマリー〉）
- ミクロ決死隊　「怪僧の悪意」(エルカシーラ)

### テレビアニメ
- 孫悟空が始まるよー 黄風大王の巻（手塚治虫の「ぼくのそんごくう」を原作としたパイロット版）（三蔵法師）

## 演出
- 新劇寄席
- オイディプス王
- おもろい女